# Peseux (Neuchâtel)
Pour les articles homonymes, voir Peseux.
Peseux est une ancienne commune suisse du canton de Neuchâtel, située dans la région Littoral. Au 1er janvier 2021, elle a fusionné avec les communes de Corcelles-Cormondrèche, Neuchâtel et Valangin, donnant naissance à la nouvelle commune de Neuchâtel.

## Géographie

Vue aérienne par Walter Mittelholzer (1926).

Peseux mesure 3,43 km2. 27,0 % de cette superficie correspond à des surfaces d'habitat ou d'infrastructure, 2,9 % à des surfaces agricoles et 70,1 % à des surfaces boisées.
Les communes limitrophes sont Neuchâtel, Auvernier, Corcelles-Cormondrèche, Val-de-Ruz et Valangin.

## Histoire
Il semble que Peseux existait déjà à la fin du XIIe siècle où, dans une bulle du pape Célestin III de 1195, « Pusoz » figure parmi les biens de l'Église. Quant à l'étymologie du nom de Peseux, nous supposons qu'il dérive du mot « puits », car l'un des soucis constants de Peseux fut de se procurer de l'eau et les puits étaient nombreux dans la région. D'ailleurs, le problème de l'eau ne fut résolu qu'en 1888 grâce à une convention avec la Ville de Neuchâtel permettant à Peseux d'obtenir les eaux de l'Areuse, prélevées dans l'aqueduc qui traverse le nord du village.
Nous pouvons dire que depuis le XIVe siècle, Peseux fut béni des dieux et que sa prospérité n'a cessé de croître jusqu'à nos jours. Ce furent tout d'abord diverses franchises accordées par les souverains français aux habitants de ce lieu qui obtinrent successivement des droits importants et des terres en abondance, ce qui leur permit de planter des vergers et de la vigne.
Ensuite, deux personnages illustres ont apporté leur contribution à ce développement et laissé leurs noms dans l'histoire locale : Jean de Merveilleux, représentant du roi de France auprès des Suisses, fit construire, en 1513, le château de Peseux et dota le village d'une école. Puis, en 1894, le greffier Fornachon légua sa grande fortune à sa commune d'origine. Grâce à cette générosité, Peseux était dans l'abondance et les impôts y étaient minimes.
Dès lors, le village se développa très vite :
En 1890, l'inauguration d'un collège qui abrite aujourd'hui l'administration communale. D'autres collèges ont ensuite été édifiés en 1914 et en 1966.
En 1899, une usine à gaz est construite, conjointement avec la commune de Corcelles-Cormondrèche.
Aujourd'hui, avec le gaz naturel, cette usine a disparu pour faire place à des immeubles à loyer modéré.
En 1901, Peseux est relié à Neuchâtel par une ligne de tramways, remplacée en 1976 par des trolleybus.
En 1995, Peseux fêtait dignement et dans l'allégresse ses huit cents ans d'histoire.
C'est ainsi que, depuis le début de ce siècle, on peut dire qu'autour du vieux village, de tous côtés, remplaçant sur son passage champs de blé, vergers et vignobles, un nouveau village moderne s'est installé : c'est Peseux d'aujourd'hui avec ses industries, son commerce et une population subiéreuse en pleine mutation.
En 2016, la population refuse en votation de fusionner avec les communes voisines de Corcelles-Cormondrèche, Neuchâtel et Valangin. Mais la votation est annulée par le Tribunal fédéral à la suite d'un recours, et lors d’un second vote, en 2018, les citoyens acceptent la fusion. Celle-ci devient effective au 1er janvier 2021, Peseux est alors un quartier de la nouvelle commune de Neuchâtel.

## Subiéreux
Les habitants de Peseux s'appellent les Subiéreux. Ce sobriquet est attesté sous la forme "Subierey de Peseu" dans le premier texte patois du canton de Neuchâtel, une collection de sobriquets collectifs des années 1625. Le mot provient du patois "subya" (siffler) et désigne quelqu'un qui a la manie de siffler. C'est pourquoi, lors de l'assemblée annuelle de la Société d'histoire et d'archéologie du canton de Neuchâtel, tenue à Peseux en 1902, le major de table, M. Gauthey, président de commune, a annoncé les orateurs au moyen d'un gros sifflet.

## Les sports
En 1910, quelques jeunes du village de Peseux ont l'idée de créer une équipe de football. C'est en 1913, que la commune décide de créer officiellement le club qui portait le nom de F.C. Comète-Peseux. Dès sa fondation, le club utilise le terrain actuel de Chantemerle. En l'an 2000, le club change de nom et devient F.C. Peseux-Comète.
Quelques années avant, des jeunes avaient eu aussi l'idée de créer un club de gymnastique. En 1899, neuf jeunes du village se sont en effet réunis au Café de la Côte, dans le but de fonder une société de gymnastique. Il s'agissait de Numa Roulet, Louis Andreino, Fritz Burkhardt, Eugène Jeanmonnod, Henri Jähtmann, Numa Borel, Charles Michel, Jean Küng et Alfred Moulin.

## Démographie
Selon l'Office fédéral de la statistique, Peseux compte 5 794 habitants fin 2023. Sa densité de population atteint 1689 hab./km2.
Le graphique suivant résume l'évolution de la population de Peseux entre 1850 et 2008 :

## Culture et patrimoine

### Patrimoine bâti

#### Notre-Dame de Compassion
Construite en 1953-54, l’église catholique Notre-Dame de Compassion à Peseux est l’œuvre des architectes Maurice et Beate Billeter, lauréat d’un concours organisé en 1952. Le programme architectural réalisé comprend une nef, une tribune, un clocher détaché et des locaux paroissiaux. Pour des raisons d’implantation, le chœur de l’église n’est pas orienté à l’est. Traitée avec simplicité, l'architecture n'en est pas moins très réfléchie, que ce soit dans ses formes ou dans le choix des matériaux, une sobriété qui s'accompagne d'un traitement extrêmement soigné des détails,. A titre d'exemple, on citera le chœur abondamment éclairé par un lanterneau circulaire et l'exploitation esthétique permise par le contraste des matériaux naturels (béton, calcaire jaune, brique et bois).
La construction a fait l’objet d’un long processus de maturation, puisque le terrain est acheté en 1930 et que plusieurs projets sont élaborés au cours des années 1940, parmi lesquels une proposition des architectes Fernand Dumas et Denis Honegger. Après sa consécration, l’église est encore complétée d’un clocher en 1955, de vitraux du peintre Coghuf en 1970 et d’un orgue en 1972.

### Héraldique
| Blason | Blasonnement : Parti d'or et d'azur à la fasce d'argent brochant chargée d'un musquet de sable tourné à senestre. |

### Fonds d'archives
Les archives de l'ancienne commune de Peseux sont conservées aux Archives de la Ville de Neuchâtel.